# Bul FC
BIDCO Uganda Limited Football Club w skrócie Bul FC – ugandyjski klub piłkarski grający w pierwszej lidze ugandyjskiej, mający siedzibę w mieście Jinja.

## Sukcesy
- Puchar Ugandy[1]:
  - zwycięstwo (1): 2022.

## Występy w afrykańskich pucharach
| Sezon     | Rozgrywki           | Runda   | Kraj  | Klub      | Dom | Wyjazd | Dwumecz |
| --------- | ------------------- | ------- | ----- | --------- | --- | ------ | ------- |
| 2022/2023 | Puchar Konfederacji | wstępna | Egipt | Future FC | 0–0 | 0–1    | 0–1     |

## Stadion
Domowe mecze klub rozgrywa na stadionie o nazwie Kakindu Municipal Stadium w Jinja, który może pomieścić 1000 widzów.

## Reprezentanci kraju grający w klubie
Stan na czerwiec 2023.
| - Frank Kalanda - Milton Karisa - George Kasonko - Allan Kateregga - Yusuf Kinene - Ambrose Kirya - Aggrey Madoi - Hakim Magumba - Judah Mugalu | - Yusuf Mukisa - Lawrence Nduga - Augustine Nsumba - Denis Okot - Simon Okwi - Kenneth Ssemakula - Derrick Walulya - Tito Okello - Wani Ivan Adebo |